# 유수프 이드리스

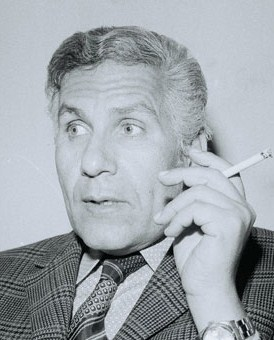

유수프 이드리스(Yusuf Idris, 1927년 5월 19일 ~ 1991년 8월 1일)는 이집트의 희곡, 단편 소설, 소설 작가이다.
이드리스는 파쿠스(Faqous)에서 태어났다. 원래 카이로 대학교에서 공부하면서 의사가 되기 위해 훈련을 받았다. 대중적인 전통과 민속을 바탕으로 현대 이집트 극장의 토대를 마련하려고 노력했다. 얼마 동안 그는 유명한 일간지 알아흐람(Al-Ahram)의 정규 작가였다.

## 주요 저서
- 《가장 값싸게 보낸 밤》(1954)
- 《검정 경찰》(1956)
- 《라마단》(1956)